# Le Passage, Isère
Le Passage là một xã thuộc tỉnh Isère trong vùng Rhône-Alpes đông nam nước Pháp. Xã này nằm ở khu vực có độ cao trung bình 471 mét trên mực nước biển. Theo điều tra dân số năm 1999 của INSEE có dân số là 648 người.
Sông Bourbre tạo thành ranh giới đông nam thị trấn.